# Ca n'Oms de Guixars
Ca n'Oms de Guixars és una masia situada al municipi de Sant Ferriol, a la comarca catalana de la Garrotxa.